# Carinne Teyssandier
Carinne Teyssandier, née le 22 mai 1977 à Villeurbanne, est une animatrice de télévision française.

## Biographie

### Famille et formation
Carinne Teyssandier fait ses études de communication à l'EFAP de Lyon (initialement « École française des attachés de presse »).
Elle est mariée à Jérémy Augereau, agent et professionnel de l'événementiel, rédacteur à France Télévisions et responsable de chronique dans l'émission Village départ. Elle annonce leur séparation dans une interview accordée au magazine Télé Star datant du 13/02/2022.
Elle a une fille, Charlie-Rose, née en mars 2013.

### Carrière professionnelle
En 2000, Carinne Teyssandier anime à 22 ans, son premier magazine Côté cuisine, diffusé sur la chaîne régionale France 3 Franche-Comté pendant plusieurs années.
En 2001, elle participe au lancement de Cuisine TV, première chaîne de télévision française dédiée à la cuisine, en présentant les « fiches cuisine » qui proposent des menus simples et originaux. Cuisine + lui confie l'animation de plusieurs magazines comme Cuisine mode d'emploi et Aujourd'hui je cuisine, en duo avec le chef cuisinier Éric Léautey, ainsi que Chef d'un jour, Un samedi chez Carinne, Carinne et vous , etc.
Depuis 2007, elle participe à l'émission Télématin sur France 2 où elle tient une rubrique culinaire et présente des duplex en direct de Rungis dans lesquels elle donne des informations précises et inédites sur les fruits, légumes et fromages de saison.
De 2011 à 2015, elle est chroniqueuse culinaire pour l'émission Village départ, diffusée sur France 3 avant le grand direct du Tour de France.
En 2012, elle intervient comme « expert Cuisine » dans le jeu de Julien Courbet Seriez-vous un bon expert ? sur France 2.
De l'été 2014 jusqu'au 29 août 2015, elle fait partie des « maîtres mots » de l'émission Pyramide sur France 2. Elle joue occasionnellement comme « maître-mot » dans le jeu Mot de passe présenté par Patrick Sabatier. 
En 2015, elle anime également l'émission Mon food truck à la clé, diffusée tous les soirs à 17 h 20 sur France 2.
Le 22 décembre 2015, elle apparaît dans la pièce de théâtre L'Hôtel du Libre-échange, de Feydeau, diffusée en première partie de soirée sur France 2. Elle y tient le rôle de la domestique, Victoire. 
À partir du 30 octobre 2016, au 6 février 2022, elle anime tous les dimanches sur France 3 à 17 h 15 le jeu de culture générale 8 Chances de tout gagner !, en remplacement de Personne n'y avait pensé ! présenté par Cyril Féraud.
À la rentrée de 2017, elle assure l'intérim de Jean-Luc Petitrenaud dans l'émission Les Escapades de Petitrenaud. Elle est aussi l'animatrice de Ensemble c'est mieux ! pour France 3 Auvergne-Rhône-Alpes.
Depuis le 9 septembre 2023, elle présente le jeu des 1000 euros sur France 3, les samedis et dimanches.
On la retrouve aussi du lundi au vendredi depuis 2023 sur Radio Scoop, dans l'émission la Scoop Familly pour la recette du jour.

## Affaire judiciaire
En 2016, Carinne Teyssandier et son époux sont poursuivis pour « emploi d’étranger sans titre de travail », « travail dissimulé par dissimulation de salarié » et « aide au séjour irrégulier d’un étranger en France » mais « le parquet ne retient pas d'infraction reflétant la soumission à des conditions de travail ou d’hébergement indignes ». Elle et son mari sont condamnés en septembre 2016 à 5 000 euros d'amende et six mois de prison avec sursis chacun pour avoir employé illégalement à leur domicile à Villejuif une gouvernante mauricienne : l'employée était payée 700 euros par mois pour 13 heures de travail effectuées chaque jour tandis qu'elle était censée travailler 20 heures par semaine (soit 80 heures par mois), et avait été embauchée comme « assistante opérationnelle » par la société de production de l'animatrice, pour un salaire de 1 300 euros ; de plus, elle ne disposait que d’un visa touriste qui ne lui donnait pas le droit de travailler en France.
À la suite de ce jugement, l'employée réclame des indemnisations financières « d’environ 40 000 euros » devant les prud’hommes, l'audience est fixée au 26 septembre 2016. En février 2017, Carinne Teyssandier est condamnée à lui verser la somme de 35 000 euros,.